# Sindrome di Austrian
La sindrome di Austrian è un'entità nosologica caratterizzata dalla compresenza di polmonite, meningite ed endocardite causate da infezione da Streptococcus pneumoniae.
Deve il suo nome al medico statunitense Robert Austrian.

## Epidemiologia
Si tratta di una condizione rara, ma grave, della quale l'alcolismo rappresenta il fattore predisponente principale.

## Clinica
Questa condizione clinica è spesso associata a un coinvolgimento della valvola aortica, che può portare a insufficienza valvolare e a scompenso cardiaco.

## Trattamento
Il trattamento, a base di antibiotici, unito a una diagnosi precoce e ad un eventuale intervento chirurgico cardiaco, è un grado di fornire una prognosi favorevole, evitando esiti letali. Tuttavia la letalità rimane molto elevata, e si è constatato che, anche con una terapia aggressiva, i casi mortali rappresentano l'80% dei pazienti.